# Obscurantisme
Obscurantisme (uit het Latijn: obscurare = verduisteren, donker maken) is het doelbewuste streven om andere mensen in onwetendheid te houden en zelfstandig denken te verhinderen. Een persoon die zodanig gedrag vertoont noemt men een obscurantist.
Obscurantisme kan worden gezien als het tegengestelde van Verlichting. De 18e-eeuwse Verlichtingsdenker Marquis de Condorcet schreef veel over het verschijnsel, en definieerde het als "de tirannie van de arglist over de onwetendheid". In academische debatten wordt de term "obscurantist" nogal eens gebruikt om een opponent af te schilderen als tegenstander van de vrije uitwisseling van gedachten of als iemand die een ondoorgrondelijke stijl hanteert. Onder andere de Duitse filosoof Martin Heidegger kreeg soms dit verwijt van zijn opponenten.
Obscurantistische verschijnselen worden in de hoofdstroom van het Westers denken vaak geassocieerd met orthodox-religieuze groeperingen die zich aan de Westerse beschaving onttrekken of zich ertegen afzetten. Meestal wordt de term fundamentalisme gebruikt om dergelijke obscurantistische denk- en handelwijzen aan te duiden.